# Лен (Хохкирх)
Лен или Ле́йно (нем. Lehn; в.-луж. Lejno) — деревня в Верхней Лужице, Германия. Входит в состав коммуны Хохкирх района Баутцен в земле Саксония. Подчиняется административному округу Дрезден.

## География
Располагается у подножия холма Хохштайн (Hochstein, Rubježny hród, 542 м.).
Соседние населённые пункты: на севере — деревня Блоцаны, на юго-востоке — деревня Колваз, на юго-востоке — деревня Ствешин, на юге — деревня Яворник и на западе – деревня Жорносыки.

## История
Впервые упоминается в 1419 году под наименованием Leyn prope Lobaw.
С 1957 по 1993 года входила в коммуну Плотцен. С 1993 года входит в современную коммуну Хохкирх.
В настоящее время деревня входит в состав культурно-территориальной автономии «Лужицкая поселенческая область», на территории которой действуют законодательные акты земель Саксонии и Бранденбурга, содействующие сохранению лужицких языков и культуры лужичан.
Исторические немецкие наименования
- Leyn prope Lobaw, 1419
- Lehen, 1438
- Sykora vom Lehne, 1473
- Lehne, 1497
- Leyn prope Lobaw, 1519
- Lehngut zum Lehn, 1560
- Lehn, Lehen, 1657
- Lehna, 1777
- Lehn, 1791
- Lehn b. Löbau, 1875

## Население
Официальным языком в населённом пункте, помимо немецкого, является также верхнелужицкий язык.
Согласно статистическому сочинению «Dodawki k statisticy a etnografiji łužickich Serbow» Арношта Муки в 1884 году в деревне проживало 139 человек (из них — 106 серболужичан (76 %)).
Лужицкий демограф Арношт Черник в своём сочинении «Die Entwicklung der sorbischen Bevölkerung» указывает, что в 1956 году при общей численности в 198 человек серболужицкое население деревни составляло 23,7 % (из них верхнелужицким языком владело 37 взрослых и 10 несовершеннолетних).
| 1834 | 1871 | 1890 | 1910 | 1925 | 1939 | 1946 |
| ---- | ---- | ---- | ---- | ---- | ---- | ---- |
| 206  | 158  | 135  | 128  | 145  | 126  | 191  |